# Behrang Kianzad
Behrang Kianzad, född 8 augusti 1979, är en svenskiransk frilansjournalist, författare, debattör, entreprenör och jurist.

## Yrkesliv
Sedan 2000 har Kianzad frilansat på Aftonbladets, Expressens, Sydsvenska Dagbladets, Dagens Nyheter och Kvällspostens kultursidor. Internationellt har han i flera omgångar varit verksam för TIME Magazine 
Han har medverkat i bland annat i tidskrifterna Ordfront, Arena, Re:Public Service, gatutidningen Aluma och Röda Korsets ungdomsförbunds tidskrift Megafon samt varit aktiv som redaktör för nättidningen för tidskriften Mana samt Yelah. Behrang Kianzad brukar ofta i olika sammanhang debattera frågor som rör bland annat migrationspolitik, medier, mångkultur och juridik. Han har varit medie- och pressansvarig för Ungdom mot rasism och Musiker Mot Rasism.
Tillsammans med journalisten Lasse Sandström har han skrivit boken Sanningens många nyanser (2008). som även varit kurslitteratur på en del journalistutbildningar. Tidigare har han varit aktiv i Vänsterpartiet och Piratpartiet. Som radiojournalist har han arbetat som krönikör för P1 Konsument, SR P3, SR Malmö samt varit med i Radio AF.
Som entreprenör har han suttit i styrelsen för startup-företaget Tunaspot samt grundat och drivit ett management- och skivbolag sedan 2010 och även arbetat länge som DJ .
År 2009 skrev Behrang Kianzad en artikel i Svenska Journalistförbundets tidning Journalisten där han ifrågasatte medierapportering kring händelserna i juni samma år i Honduras. Han hänvisade till bland annat en juridisk rapport som menade att avsättandet av president Manuel Zelaya i Honduras samma år inte kunde kallas för någon kupp enligt den honduranska konstitutionen. Avsättandet fördömdes som en kupp av EU, USA och flera andra länder.
I november 2014 publicerades Kianzads artikel Kritik av invandringskritiken eller SD har fel i Ordfront magasin. Enligt Ordfronts chefredaktör blev artikeln på två månader tidningens mest lästa på nätet med cirka 50 000 besök på hemsidan.
Höstterminen 2017 blev han doktorand på Köpenhamns Universitet där han forskar kring biomedicinska patent och överpriser på läkemedelspatent.